# Daniela Willimek
Daniela Willimek (* 28. Januar 1962 in Bretten, Baden-Württemberg als Daniela Steinbach) ist eine deutsche Pianistin und Dozentin an der Hochschule für Musik Karlsruhe.

## Leben
Willimek absolvierte ein Musikstudium mit Hauptfach Klavier an der Hochschule für Musik Karlsruhe und am Konservatorium Wien Privatuniversität. Ihre Studienabschlüsse Diplom, Künstlerische Abschlussprüfung und Konzertexamen legte sie jeweils mit Auszeichnung ab. Sie war Stipendiatin der Studienstiftung des Deutschen Volkes, der Richard-Wagner-Stipendienstiftung Bayreuth und der Brahms-Gesellschaft Baden-Baden und nahm aktiv an Meisterkursen teil, unter anderem bei Tatjana Nikolaijewa, Stefan Askenase und Jean Micault. Daniela Willimek erhielt unter ihrem Geburtsnamen mehrfach Preise und Auszeichnungen bei nationalen und internationalen Klavierwettbewerben, so beim Internationalen Klavierwettbewerb Épinal 1983 eine der Medaillen der Stadt Épinal, beim Wettbewerb der Staatlichen Musikhochschulen der Bundesrepublik Deutschland und West-Berlin 1986 den 2. Preis, beim Wettbewerb des Freundeskreises der Hochschule für Musik Karlsruhe 1986 den 1. Preis und beim Wettbewerb der GEDOK-Prämienstiftung, Wettbewerb deutscher und österreichischer Musikerinnen 1988 den Konzertpreis, verbunden mit einer Deutschlandtournee.
Hörfunk- und Fernsehaufnahmen mit ihr wurden unter anderem im SWR-Fernsehen, Deutschlandradio, NDR, WDR und SDR ausgestrahlt. Daniela Willimek konzertiert regelmäßig und gab Konzerte in Österreich, Frankreich, Schweden und Brasilien. Sie war Jurorin bei mehreren Klavierwettbewerben, unter anderem bei Jugend musiziert.
Die Verleihung des Konzertpreises der GEDOK war Ausgangspunkt ihrer intensiven Beschäftigung mit Komponistinnen, aus der die unter ihrem Geburtsnamen Daniela Steinbach produzierte CD-Reihe „Faszination Frauenmusik“ resultierte. Darunter sind Ersteinspielungen von Werken der rumänischen Komponistinnen Violeta Dinescu und Myriam Marbé und der Karlsruher Komponistin Margarete Schweikert, außerdem Werke von Grazyna Bacewicz, Luise Adolpha Le Beau, Lili Boulanger, Fanny Hensel, Elisabeth von Herzogenberg, Augusta Holmès, Ilse Fromm-Michaels, Marianna Martinez und Clara Schumann.
Neben ihrer pianistischen und pädagogischen Tätigkeit schreibt sie Beiträge zu Themen im Bereich der Musikpädagogik und Musiktheorie, ist gelegentlich als Songtexterin tätig und ist, gemeinsam mit ihrem Mann, seit 2008 Initiatorin einer internationalen Studie über musikalische Harmonien und Emotionen zur Strebetendenz-Theorie, an der unter anderem die Wiener Sängerknaben und die Regensburger Domspatzen teilgenommen haben.

## Werke

### Schriften
- Bernd Willimek, Daniela Willimek: Musik und Emotionen: Studien zur Strebetendenz-Theorie. Deutscher Wissenschafts-Verlag, Baden-Baden 2019, ISBN 978-3-86888-145-5 (willimekmusic.de [Memento vom 4. März 2016 im Internet Archive; PDF; 4,5 MB] 15. November 2011).
- Daniela Willimek, Bernd Willimek: Sound and Emotions. The Theory of Musical Equilibration. In: Fiona Schopf (Hrsg.): Music on Stage, Vol III. Cambridge, Cambridge Scholars Publishing 2018, ISBN 978-1-5275-1161-3, S. 202–223 (cambridgescholars.com).
- Warum klingt Moll traurig? Die Strebetendenz-Theorie erklärt das Gefühl in der Musik. In: musik heute, April 2013.
- Mit gespitzten Ohren. Ein musikalischer Präferenz-Test mit den Wiener Sängerknaben. In: Neue Musikzeitung. 59. Jg., Dezember 2010 (nmz.de).

### CD-Veröffentlichungen
- Faszination Frauenmusik[10], Vol. I und II, Klaviermusik von Frauen, danae discs
- Klaviermusik aus Böhmen, enthält: Neun Stücke aus Poetische Stimmungsbilder op. 85 von Antonín Dvořák; Im Nebel von Leoš Janáček; Schmetterlinge und Paradiesvögel von Bohuslav Martinů.
- Night Blues und Bohemian Fantasy[14]
- My Love To You[15]
- Everyday, Everywhere And Every Way[14]